# Адамович, Максим Борисович
Максим Борисович Адамович (24 июня 1980, Усть-Лабинск, Усть-Лабинский район, Краснодарский край, РСФСР, СССР) — российский легкоатлет, специализируется на 800 метровой дистанции. 

## Спортивная карьера
В июле 2005 года в Туле стал серебряным призёром чемпионата России в беге на 800 метров. В августе 2005 года стал бронзовым призёром Универсиады в Измире в беге на 800 метров. С 1997 по 2006 годы – член сборной команды России по лёгкой атлетике. С 2006 по 2010 годы являлся ассистентом тренера в команде олимпийского чемпиона Юрия Борзаковского. С июня 2010 по июнь 2017 года тренер по физподготовке в футбольном клубе «Анжи» из Махачкалы. С января 2018 года по июнь 2020 года работал физиотерапевтом в футбольном клубе Локомотив из Москвы.

## Личная жизнь
Является выпускником Российской Государственной Академии Физической Культуры Спорта и Туризма. Квалификация: специалист по физической культуре широкого профиля.

## Спортивные результаты
- Чемпионат России по легкой атлетике 2005 — ;
- Летняя Универсиада 2005 — ;